# Provenance (Supernatural)
"Provenance" is de negentiende aflevering van de televisieserie  Supernatural, op 13 april 2006 voor het eerst uitgezonden op The WB Television Network. De aflevering werd geschreven door David Ehrman en geregisseerd door Phil Sgriccia. De broers Sam en Dean onderzoeken deze keer een mysterieuze moord rondom een schilderij van de familie Merchant.

## Verhaallijn
Sam leest in de krant over een mysterieuze moord die overeenkomsten vertoont met drie andere onopgeloste moorden waar hun vader het in zijn dagboek over heeft. De broers vertrekken daarom naar New York waar een stel, Mark en Anne Telesca, dood is aangetroffen in een beveiligd en van binnen gesloten huis. Sam onderzoekt het huis en vindt geen EMF-metingen; het verleden van het huis is ook brandschoon.
Ze besluiten naar een veiling te gaan, waar de spullen van het overleden stel worden verkocht. Daar ontmoet Sam een vrouw genaamd Sarah Blake, wier vader de eigenaar is van het veilinghuis. Dean overtuigt Sam ervan dat zij hem leuk vindt, en dus besluit hij haar te bellen en uit te vragen, om haar vervolgens te interviewen over de Telescas. Na het diner slaagt hij erin de herkomst te achterhalen. De namen bij een schilderij komen overeen met de namen in het dagboek van hun vader. Ze breken in in het veilinghuis, stelen het schilderij en verbranden het buiten.
De volgende ochtend is Dean zijn portemonnee kwijt. Ze gaan terug naar het veilinghuis om de portemonnee te zoeken voordat iemand anders die vindt. Terwijl ze zoeken, ontdekken ze dat het schilderij nog heel is. Sam vraagt Sarah wat ze van het schilderij weet. Het enige wat ze hem kan zeggen is dat haar vader het gelijk wil doorverkopen. De broers gaan naar het bibliotheek, waar ze het verleden onderzoeken van de familie die op het schilderij staat afgebeeld. Isaiah Merchant  werd beschuldigd van het doden van zijn vrouw, twee zonen en geadopteerde dochter.
Terug bij het motel merkt Sam op dat een afbeelding van het schilderij in een oud boek verschilt van het huidige schilderij. Isaiah kijkt rechtdoor in de foto, maar in het schilderij kijkt hij links naar beneden. Dean overtuigt Sam om Sarah te bellen om haar te vragen of ze het schilderij nog eens kunnen bekijken. Sarah vertelt  hem dat het al verkocht is, maar geeft hem wel het adres van de koper. Ze haasten zich naar het huis en komen tegelijk aan met Sarah. Daar treffen ze Evelyn dood aan, met een doorgesneden keel.
De broers gaan terug naar hun motelkamer terwijl Sarah de politie belt en vertelt wat er is gebeurd. Ze verzwijgt echter dat Sam en Dean aanwezig waren. Bij het motel vertelt Sam de waarheid over wat er aan de hand is met het schilderij. Ze gaan terug naar Evelyns huis en onderzoeken het schilderij van dichtbij. Ze ontdekken dat een schilderij op de achtergrond veranderd is in een grafkelder. Ze vinden de grafkelder en ontdekken dat er maar vier urnen zijn, die van Isaiah Merchant zit er niet tussen. Dean ontdekt dat Isaiah is begraven en ze gaan erheen om het te reinigen.
Later in de avond gaan ze terug naar Evelyns huis om het schilderij uit voorzorg nogmaals te verbranden. Sam en Sarah komen in het huis vast te zitten en worden aangevallen door de geest van Melanie Merchant. Sam belt Dean en vertelt hem dat het de dochter was. Dean keert terug naar het mausoleum en verbrandt een antieke pop die deels is gemaakt van Melanies haar. Dit verdrijft uiteindelijk de geest. Als ze terug zijn in het veilinghuis zorgt Sarah ervoor dat het schilderij wordt verbrand en ze neemt afscheid van de broers.

## Rolverdeling
| Acteur            | Personage        |
| ----------------- | ---------------- |
| Jared Padalecki   | Sam Winchester   |
| Jensen Ackles     | Dean Winchester  |
| Taylor Cole       | Sarah Blake      |
| Keith Gordey      | Daniel Blake     |
| Jodelle Ferland   | Melanie Merchant |
| Linden Banks      | Isaiah Merchant  |
| Jody Thompson     | Ann Telesca      |
| Curtis Caravaggio | Mark Telesca     |
| Barbara Frosch    | Evelyn           |
| Jay Brazeau       | Bibliothecaris   |
| Kenton Reid       | Serveerder       |
| Sarah Mutch       | Brandy           |
| Josh Clark        | Onbekend         |

## Muziek
"Bad Time" van Grand Funk Railroad

"Night Life" van Steve Carlson Band en Darren Sher

"Romantic Pieces, No 1" van Extreme

"One More Once" van Black Toast Music